# María Elvira de Loyzaga
María Elvira de Loyzaga Torres (Granada, 1916 - Madrid, 1996) es una muñequista, escultora y empresaria española.

## Biografía
Hija del escultor granadino Pablo de Loyzaga Gutiérrez y María Dolores Torres Melgarejo. Se casó con el pintor Enrique Gil Guerra y tuvo un hijo, Pablo Gil Loyzaga. Impartió clases de "Muñequería Artística" en la Escuela de Artes y Oficios de Madrid, montando en esa época su primer taller de muñequería.
El espíritu investigador de la granadina le llevó a estudiar la historia de la Muñequería Artística y la creación de muñecos desde un punto de vista antropológico, además de explorar nuevas técnicas y materiales, como el fieltro, característico en numerosas de sus obras.
En 1960 Herta Frankel, en los inicios de RTVE, le encargó la creación de varios títeres: el "gato Chifú", el León, los Enanitos, los Perritos cantores y la famosa "perrita Marilín", cuya popularidad dio sobrenombre en España a los caniches. En 1968 la película Cita con Marilín reunió a varios de estos personajes.
La fama internacional de Elvira Loyzaga y de su empresa "Muñecos Loy" llegó hasta Japón, donde sus muñecos se han fabricado en serie. Algunas de sus creaciones forman parte de colecciones privadas y museos.